# Dekanat Brzostek
Dekanat Brzostek – dekanat diecezji rzeszowskiej składający się z 11 parafii:
- Bieździedza, pw. Świętej Trójcy,
- Błażkowa, pw. Matki Bożej Nieustającej Pomocy
- Brzostek, pw. Podwyższenia Krzyża Świętego,
  - Bukowa – kościół filialny Przemienienia Pańskiego
- Brzyska, pw. św. Marii Magdaleny,
  - Wróblowa – kościół filialny św. Maksymiliana Kolbego
- Dąbrówka-Gamrat, pw. św. Judy Tadeusza,
- Gogołów, pw. św. Katarzyny,
  - Gogołów – kościół filialny św. Katarzyny
  - Huta Gogołowska – kościół filialny  św. Józefa Robotnika
- Januszkowice, Zwiastowania Pańskiego,
- Kołaczyce, pw. św. Anny,
- Lublica, pw. Matki Bożej Częstochowskiej,
- Sieklówka, pw. św. Stanisława Biskupa,
- Sowina, pw. Matki Bożej Nieustającej Pomocy,